# Alloxiphidiopsis
Alloxiphidiopsis är ett släkte av insekter. Alloxiphidiopsis ingår i familjen vårtbitare.
Kladogram enligt Catalogue of Life:
| Alloxiphidiopsis | \| \| Alloxiphidiopsis cyclolamina \| \| \| \| \| \| Alloxiphidiopsis emarginata \| \| \| \| \| \| Alloxiphidiopsis irregularis \| \| \| \| \| \| Alloxiphidiopsis longicauda \| \| \| \| \| \| Alloxiphidiopsis ovalis \| \| \| \| |
|                  | \| \| Alloxiphidiopsis cyclolamina \| \| \| \| \| \| Alloxiphidiopsis emarginata \| \| \| \| \| \| Alloxiphidiopsis irregularis \| \| \| \| \| \| Alloxiphidiopsis longicauda \| \| \| \| \| \| Alloxiphidiopsis ovalis \| \| \| \| |
|                  | Alloxiphidiopsis cyclolamina |
|                  | |
|                  | Alloxiphidiopsis emarginata |
|                  | |
|                  | Alloxiphidiopsis irregularis |
|                  | |
|                  | Alloxiphidiopsis longicauda |
|                  | |
|                  | Alloxiphidiopsis ovalis |
|                  | |